# Верхоянски хребет
Верхоянският хребет (на руски: Верхоянский хребет; на якутски: Үөһээ Дьааҥы сис хайата) е голяма планинска система в Североизточен Сибир, в северната част на Якутия, Русия.

## Географска характеристика

### Разположение, големина
Верхоянската планинска система се простира на 1200 km от делтата на река Лена на север до долината на река Томпо (десен приток на Алдан) на югоизток, образувайки голяма изпъкнала на югозапад дъга с ширина от 100 до 250 km и е вододел между реките Лена на запад и югозапад и Омолой и Яна на изток и североизток.

### Деление
Верхоянската планинска система е образувана от многочислени планински хребети и масиви, разделени от падини. Северният ѝ край започва с хребетите Туора-Сис и Хараулахски с височини 1000 – 1250 m. На юг от тях в меридионално направление се издига най-високия хребет в системата – хребета Орулган с височина 2100 – 2300 m (максимална връх Орулган 2409 m). От хребета Орулган на североизток се отделя тесния и дълъг хребет Кулар (до 1289 m), а успоредно на Орулган – хребетите Сетинденски (1929 m) и Джарджански (1925 m). В югозападния участък на планинската система се редуват няколко успоредни на главното било хребети, височината на които постепенно се понижава към долината на Лена: Тогинджински (2084 m), Мунийски (1862 m), Сордогински (1352 m), Кутуреински (1056 m) и др. От крайните югоизточни части на планината на север между долините на реките от басейна на Яна се отделят хребети с меридионално направление, най-високия от които е Хунхадински хребет. В този участък на планината, простираща се по паралела върховете рядко превишават 2000 m, а седловините между хребетите са на височина 1300 – 1500 m. Югоизточното продължение на Верхоянския хребет носи името Сете-Дабан, но се отличава с по-различен релеф и геоложки строеж.

### Релеф, строеж, изкопаеми
Долините на реките по западните и южните му склонове са дълбоки, със следи от ледникова обработка, а при изхода им в равнината се образуват амфитеатрални моренни конуси. Билата на хребетите имат резки алпийски форми. На югоизток, в горния басейн на река Яна върховете на хребетите и масивите са заоблени и с „по-меки“ форми.
В тектонско отношение Верхоянският хребет представлява антиклинорий, изграден от алевролити, пясъчници и шисти и по-рядко варовици. На места седиментните скали са пронизани от диабазови дайки и гранитни интрузии, с които са свързани находищата на злато и калай.
Има находища на злато, калай, олово, цинк, въглища и др. Добивът е силно затруднен поради суровия климат. До 1990 – 91 година добивът на полезни изкопаеми е подкрепян и финансиран от тогавашната власт. Днес тази промишленост запада, остават действащи само няколко златни находища.

### Климат и води
Климатът е студен, рязко континентален. През дългата зима характерно явление са температурните инверсии, особено резки в предпланините, падините и речните долини. Средна януарска температура –36 °C, –38 °C. Лятото е кратко, а на юг в долините сравнително топло (средна юлска температура 12 – 14 °C). През летния сезон падат почти 3/4 от годишната сума на валежите, като най-голямо количество – до 600 mm пада по западния склон на хребета Орулган. Вечно замръзналата почва е разпространена почти повсеместно.
Верхоянският хребет е вододел между реките Лена на запад и югозапад и Омолой и Яна на изток и североизток. От него на запад и юг водят началото си множество десни притоци на Лена (Бьосюке, Джарджан, Менкере, Соболох Маян, Бегиджан, Ундюлюнг, Дянишка, Леписке) и Алдан. От източните ѝ склонове извират реките Дулгалах и Сартанг (съставящи на река Яна), а също и притоците на Яна от първи и втори порядък (Битантай, Нелгесе, Дербеке и др.), а на североизток от хребета Орулган води началото си река Омолой. От септември до май реките в района на планината са заледени.

### Растителност
По върховете на най-високите хребети цари студена арктическа пустиня. Надолу по склоновете върху слаби почви се появява жалка планинскотундрова растителност, сменяща се още по-надолу с петна от кедров клек, стелеща се бреза, храстова ела и полярна върба. На юг, ниските части на склоновете до височина 800 – 1200 m са обрасли с редки гори от лиственица и има обширни остепнени пространства. Вурху алувиални оподзолени почви по дъното на долините на големите реки се срещат гори от бор и бреза, по рядко смърч, топола и широколистни храсти.